# Дуилии
Дуилиите (Duilii, gens Duilia) са плебейска фамилия в Римската република, която изчезва през 3 век пр.н.е. Мъжете носят името Дуилий (Duilius).
Първият народен трибун от фамилията е М. Дуилий през 471 пр.н.е. Първият консул на фамилията е през 336 пр.н.е. Кезо Дуилий, който е съосновател на колония в южноиталианския Калес.
Много успешен член на фамилията e Гай Дуилий, който е консул през 260 пр.н.е. и командир на войската по време на първата пуническа война в Битката при Миле. Чрез употребата на новостта на мостове (Corvus), абордажния мост, той успява да победи в първата морска битка на римляните против картагенците.
Единственото когномен (име) на тази фамилия през Републиката е Лонг (Longus).
Известни от фамилията са:
- Марк Дуилий (трибун 470 пр.н.е.), народен трибун 470 пр.н.е.
- Кезо Дуилий Лонг, децемвир 450 и 449 пр.н.е.
- Марк Дуилий (трибун 449 пр.н.е.), народен трибун 449 пр.н.е.
- Гней Дуилий Лонг, консулски военен трибун 399 пр.н.е.
- Кезо Дуилий, консул 336 пр.н.е.
- Гай Дуилий, консул 260 пр.н.е.